# Xã Gypsum, Quận Saline, Kansas
Xã Gypsum (tiếng Anh: Gypsum Township) là một xã thuộc quận Saline, tiểu bang Kansas, Hoa Kỳ. Năm 2010, dân số của xã này là 181 người.